# Molaise z Devenish

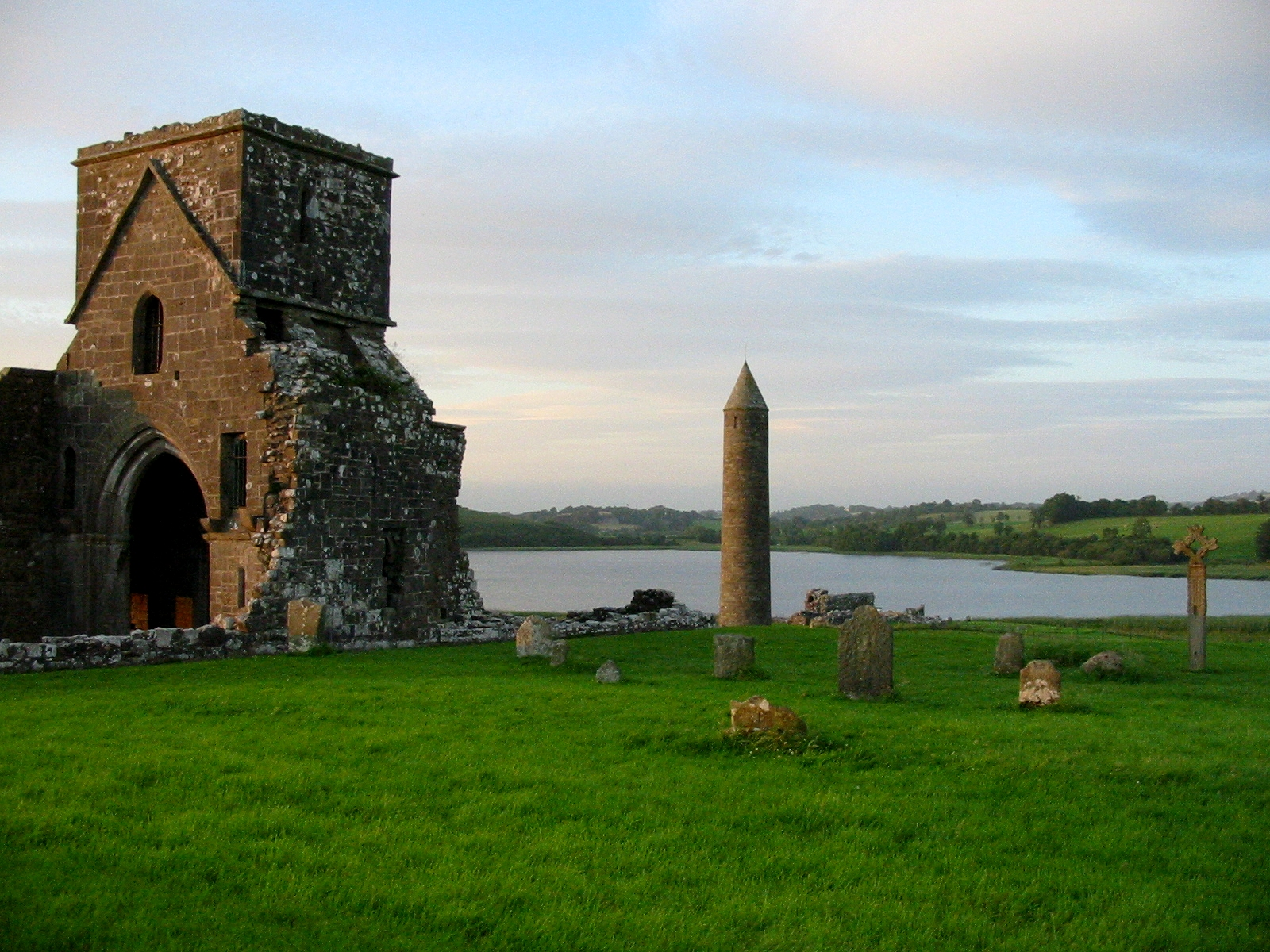
Widok na ruiny klasztoru św. Molaise i okrągłej wieży na Devenish.

Molaise z Devenish, również Mo Laisse, Molaisse, Molassius, Molush a także  Laserian McNadfrech [mac Nadfraech] lub mac Decláin, Lasserian, Laisréan, Laisrén, Laisren, Lazerian (zm. ok. 563) – jeden z dwunastu apostołów Irlandii, założyciel klasztoru na wyspie Devenish (Devenish Island) na jeziorze Lough Erne, święty Kościoła katolickiego.
Jego wspomnienie liturgiczne obchodzone jest 12 września.
Niewykluczone, że mniej znany Molaise (Laserian) jest tym samym świętym, co Laserian z Leighlin (Molaise), założyciel klasztoru na wyspie Inishmurray.